# Poedermolen
De Poedermolen (ook: Molen Debruyckere) is een molenrestant in de tot de Oost-Vlaamse gemeente Maldegem behorende plaats Middelburg, gelegen nabij Dinantstraat 10, nabij de Meulekreek.
Deze ronde stenen molen van het type stellingmolen fungeerde als korenmolen.

## Geschiedenis
De molen werd gebouwd in 1847 nadat de voorganger, een houten standerdmolen, in 1846 was afgebrand.
In 1900 was er al een stoommachine aanwezig, maar er werd ook nog op windkracht gemalen. Niettemin werd in 1921 het wiekenkruis verwijderd en de molenromp afgeknot. Deze werd als bergplaats in gebruik genomen. In 2013 werd deze afgeknotte romp opgeknapt en witgeschilderd.
- Inventaris van het Bouwkundig Erfgoed (Vlaanderen): 48021